# Дрейк, Чарльз (актёр)
Чарльз Дрейк (англ. Charles Drake), имя при рождении Чарльз Луис Рупперт (англ. Charles Louis Ruppert; 2 октября 1917 — 10 сентября 1994) — американский актёр кино и телевидения 1940—1970-х годов.
В начале карьеры Дрейк сыграл небольшие и эпизодические роли в таких признанных фильмах, как «Горбун Собора Парижской богоматери» (1939), «Мальтийский сокол» (1941), «Сержант Йорк» (1941), «Вперёд, путешественник» (1942), «Янки Дудл Денди» (1942) и «Человек, который пришёл к обеду» (1942). В дальнейшем он сыграл значимые роли второго плана в фильмах «Конфликт» (1945), «Харви» (1950), «Винчестер 73» (1950), «Всё, что дозволено небесами» (1955), «Долина кукол» (1967) и «Пловец» (1968). Начиная с 1953 года, Дрейк сыграл заметные роли в пяти фильмах с участием Оди Мерфи.

## Ранние годы и начало карьеры
Чарльз Дрейк, имя при рождении Чарльз Луис Рупперт, родился 2 октября 1917 года в Нью-Йорке, Нью-Йорк, США.
В 1937 году Дрейк окончил Колледж Николса (англ.  Nichols College) в Дадли, Массачусетс, после чего занимался торговлей лодками и рекламой. В 1939 году Дрейк переключился на актёрскую профессию и стал появляться в небольших театральных постановках.
В конце 1930-х годов после того, как его заметили на конкурсе талантов, спонсируемом кинокомпанией RKO Studios, Дрейк прибыл в Голливуд, где взял псевдоним Чарльз Дрейк.

## Карьера в кинематографе
В 1939 году Дрейк появился на студии RKO Pictures в трёх фильмах, в том числе, в роли молодого священника (без указания в титрах) в исторической драме «Горбун Собора Парижской богоматери» (1939) с Чарльзом Лоутоном в роли Квазимодо.
В 1941 году Дрейк подписал контракт со студией Warner Bros., где в течение года снялся (без указания в титрах) в 13 фильмах, среди которых фильмы нуар «Мальтийский сокол» (1941) с Хамфри Богартом и «Берег в тумане» (1941) с Айдой Лупино и Джоном Гарфилдом (в обеих картинах он был репортёром), военная биографическая драма с Гэри Купером «Сержант Йорк» (1941), где он был артиллеристом, военные мелодрамы «Мне нужны крылья» (1941), где он был кадетом и «Пикирующий бомбардировщик» (1941), где был лётчиком, и биографическая драма о священнике с Фредериком Марчем «Один шаг в раю» (1941).
В 1942 году Дрейк сыграл (без упоминания в титрах) ещё в девяти фильмах, среди которых биографическая музыкальная мелодрама с Джеймсом Кэгни «Янки Дудл Денди» (1942), мелодрама с Бетт Дейвис «Вперёд, путешественник» (1942), романтическая комедия с Дэвис «Человек, который пришел к обеду» (1942), шпионская драма с Богартом «Через океан» (1942), комедия с Эдвардом Г. Робинсоном «Мошенничество и Ко» (1942) и романтическая комедия с Генри Фондой и Оливией де Хэвилленд «Зверь мужского пола» (1942). После военной экшн-драмы с Джоном Графилдом «Военно-воздушные силы» (1943), где он сыграл одну из главных ролей штурмана, Дрейк отправился служить в армию во время Второй мировой войны.
В 1945 году Дрейк вернулся в Голливуд, рассчитывая продолжить кинокарьеру, однако после фильма нуар с Богартом «Конфликт» (1945, производство фильма было завершено ещё в 1943 году), в котором он сыграл роль молодого профессора психиатрии, его контракт с Warner Bros истёк. Вторым фильмом 1945 года, в котором Дрейк сыграл важную роль лейтенанта, стала романтическая мелодрама о лётчиках с Робертом Каммингсом «Вы пришли вместе» (1945), который произвела компания Хэла Уоллиса. В 1946 году Дрейк сыграл главную романтическую роль в комедии братьев Маркс на военную тему «Ночь в Касабланке» (1946). Он также был приличным молодым человеком и другом главной героини (Ава Гарднер) в фильме нуар студии United Artists с Джорджем Рафтом «Полустанок» (1946). Дрейк также сыграл главную мужскую роль лыжного инструктора в романтической мелодраме студии Republic Pictures с Линн Робертс «Зимняя сказка» (1946). На следующий год в своей единственной картине, фильме нуар студии Republic «Претендент» (1947) Дрейк сыграл значимую роль увлечённого работой психиатра и бывшего жениха главной героини (Кэтрин Крейг), который пытается помочь вылечить от мании преследования её мужа (Альберт Деккер).
После малозаметных картин, спортивной драмы с Уильямом Бендиксом «История Бейба Рута» (1948) и мелодрамы «Нежные годы» (1948) Дрейк сыграл роль второго плана в приключенческом фильме «Волшебный фонтан Тарзана» (1949), а затем заключил контракт со студией Universal Pictures, где сыграл роль гостиничного клерка (без указания в титрах) в фильме нуар «Джонни-стукач» (1949). На Universal объём и качество работ Дрейка возросли. Уже в 1950 году он сыграл в восьми фильмах. Как отмечено в биографии актёра на сайте Turner Classic Movies, «его настоящий прорыв произошел в 1950 году, когда он появился вместе с Джеймсом Стюартом в причудливой фэнтези-комедии „Харви“ (1950), исполнив роль лечащего врача героя, доктора Сандерсона». В том же году Дрейк был «совершенно отвратителен» в роли трусливого любовника танцовщицы (Шелли Уинтерс) в вестерне со Стюартом «Винчестер 73» (1950). У Дрейка была также отрицательная роль охранника универмага, который работал на бандитскую шайку, в фильме нуар «Я был магазинным воришкой» (1950), а на следующий год он сыграл злодея в криминальной фэнтези-комедии с Диком Пауэллом «Ты никогда не сможешь сказать» (1951). Как написал Хэл Эриксон, в этой картине Дрейк сыграл «одну из самых необычных ролей, когда в первой части фильма он убеждает зрителя, что он прекрасный человек, а затем оказывается главным злодеем».
У Дрейка также были заметные роли в нескольких менее успешных фильмах, среди них комедия с Марком Стивенсом «Маленький Египет» (1951), военная экшн-драма с Джеффом Чандлером «Экспресс «Красный шар»» (1952), вестерн с Диком Пауэллом «Сокровища потерянного каньона» (1952), а также комедия про обезьяну «Бонзо идёт в колледж» (1952).
В 1953 году Дрейк впервые сыграл с Оди Мерфи в вестерне «Дым оружия» (1953), после чего последовали роли в культовом научно-фантастическом фильме ужасов «Оно пришло из далёкого космоса» (1953), где он был шерифом, и музыкально-биографический фильм «История Гленна Миллера» (1954) с Джеймсом Стюартом в заглавной роли. В этот период Дрейк также сыграл значимые роли второго плана в вестернах «Одинокая рука» (1953) с Джоэлом Макри, «Отряд Стрела» (1953) с Морин О’Харой и «Четыре стрелка на границе» (1954) с Рори Кэлхуном. В 1955 году Дрейк исполнил важную роль второго плана в романтической мелодраме Дугласа Сирка с Роком Хадсоном и Джейн Уаймен «Всё, что дозволено небесами» (1955), после чего получил роль армейского товарища Оди Мерфи в основанной на его мемуарах военной драме «В ад и обратно» (1955). Это был второй из пяти фильмов Мерфи с Дрейком, который стал его близким другом в жизни. В этот период Дрейк сыграл также роль лейтенанта полиции в фильме нуар с Джоан Кроуфорд «Женщина на пляже» (1955), сержанта отдела убийств в фильме нуар с Мерл Оберон «Цена страха» (1956) и армейского сержанта в вестерне с Оди Мерфи «Прогулка по гордой земле» (1956).
В 1957 году Дрейк сыграл роль капитана ВМС с военной мелодраме с Джин Симмонс и Полом Ньюманом «Пока не поплывут» (1957), а также негодяя и пьяницу в биографической мелодраме о бродвейской танцовщице «Джинн Иглз» (1957) с Ким Новак в заглавной роли. В фильме нуар «В шаге от ужаса» (1958), Дрейк сыграл главную отрицательную роль скрывающегося психопатического убийцы, аналогичную роли Джозефа Коттона в знаменитом нуарном триллере Альфреда Хичкока «Тень сомнения» (1943). В своём единственном фильме 1959 года, вестерне «Нет имени на пуле» (1959) Дрейк сыграл одну из главных ролей кузнеца и врача маленького городка, который пытается остановить известного киллера (Оди Мерфи).
В 1961 году Дрейк сыграл заметные роли второго плана в мелодраме «Переулок» (1961) со Сьюзен Хэйворд и Джоном Гэвином, а также в романтической комедии с Гэвином и Сандрой Ди «Тэмми, скажи мне правду» (1961). Через два года последовал очередной вестерн с Оди Мерфи «Разборка» (1963), а ещё год спустя Дрейк сыграл роль второго плана в мелодраме с Гленном Фордом и Джеральдин Пейдж «Дорогое сердце» (1964) и в экшн-драме с Джеймсом Дарреном «Быстромобиль» (1964).
В 1965 году Дрейк сыграл роли второго плана в детективе с Джорджем Пеппардом «Третий день» (1965) и в криминальном триллере с Джоном Эриксоном «Денежные джунгли» (1967). В том же году в мелодраме «Долина кукол» (1967) он сыграл владельца косметической компании и многолетнего ухажёра одной из главных героинь (Барбара Перкинс). Год спустя Дрейк появился в ролях второго плана в драмах «Пловец» (1968) с Бертом Ланкастером и «Сделка» (1969) с Кирком Дугласом, а также сыграл сержанта полиции в социальной судебной драме «Семь минут» (1971). Двенадцать лет спустя Дрейк в последний раз появился на большом экране в эпизодической роли пастора в трагикомедии «Свадьба моего брата» (1983).

## Карьера на телевидении
Дрейк был частым гостем в нескольких телесериалах. В период с 1954 по 1976 год он сыграл в 127 эпизодах 55 различных телесериалов.
В 1955—1956 годах Дрейк сыграл разные роли в 20 эпизодах сериала-антологии «Роберт Монтгомери представляет» (1950—1957), а в 1957—1961 годах был ведущим криминального 40 эпизодов сериала-антологии «Рандеву» (1957—1961).
Кроме того, Дрейк появлялся в таких сериалах, как «Письмо Лоретте» (1954—1955, 2 эпизода), «Кульминация» (1956), «Видео-театр „Люкс“» (1956), «Театр 90» (1957—1958, 2 эпизода), «Караван повозок» (1958—1964, 6 эпизодов), «Закон и мистер Джонс» (1960), «Ларами» (1960—1961, 2 эпизода), «Шоу Дика Пауэлла» (1962), «Премьера „Алкоа“» (1963), «Шоу Люси» (1964), «Боб Хоуп представляет» (1966), «Беглец» (1967), «Захватчики» (1967), «Агенты АНКЛ» (1967), «Звёздный путь» (1967), «Виргинец» (1969—1970), «Земля гигантов» (1970), «Айронсайд» (1971), «Миссия невыполнима» (1972), «Полицейская история» (1975), «Кэннон» (1975), «Мэтт Хелм» (1976) и «Макмиллан и жена» (1976).

## Актёрское амплуа и оценка творчества
Чарльз Дрейк был высоким (188 см), представительным актёром с привлекательной внешностью и сладкозвучным, повелительным голосом. За свою карьеру, охватывающую шесть десятилетий, он оставил свой более чем заметный след в кино.
Он был «знакомым лицом на киноэкранах 1940—1950-х годов», которые были его самыми успешными годами, но продолжал сниматься вплоть до конца 1970-х годов. Дрейк процветал как характерный актёр, но звездой он не стал. «Разносторонний актёр, Дрейк часто играл вторую главную роль при звезде или роль надёжного „хорошего парня“». Дрейк снимался в фильмах с Бетт Дейвис, Джоан Кроуфорд, Хамфри Богартом и Джеймсом Стюартом, а также с такими актёрами, как Джоан Фонтейн, Ава Гарднер, Дебора Керр, Кирк Дуглас и Гэри Купер.
В 1960—1970-е годы Дрейк работал в основном на телевидении, однако там он не добился успеха своих киноролей 1940—1950-х годов.

## Смерть
Чарльз Дрейк умер 10 сентября 1994 года в своём доме в Ист-Лайме, штат Коннектикут, после продолжительной болезни, ему было 76 лет.
У него остались две дочери, Кэти Энн Дрейк и Крис Элиз Ричардсон, обе из Лос-Анджелеса, и внук.

## Фильмография
| Год        |     | Русское название                   | Оригинальное название                    | Роль                                                             |
| ---------- | --- | ---------------------------------- | ---------------------------------------- | ---------------------------------------------------------------- |
| 1939       | ф   | Карьера                            | Career                                   | Рекс Чейни                                                       |
| 1939       | ф   | Заговор                            | Conspiracy                               | полицейский охранник (в титрах не указан)                        |
| 1939       | ф   | Горбун Собора Парижской Богоматери | The Hunchback of Notre Dame              | молодой священник (в титрах не указан)                           |
| 1941       | ф   | Девяти жизней не хватит            | Nine Lives Are Not Enough                | »Снэппи» Лукас                                                   |
| 1941       | ф   | Искренне твой                      | Affectionately Yours                     | интерн в больнице (в титрах не указан)                           |
| 1941       | ф   | Опасно они живут                   | Dangerously They Live                    | Джо, ординатор в больнице с доктором Мёрдок (в титрах не указан) |
| 1941       | ф   | Пикирующий бомбардировщик          | Dive Bomber                              | пилот (в титрах не указан)                                       |
| 1941       | ф   | Мне нужны крылья                   | I Wanted Wings                           | кадет (в титрах не указан)                                       |
| 1941       | ф   | Мальтийский сокол                  | The Maltese Falcon                       | репортёр (в титрах не указан)                                    |
| 1941       | ф   | Девушка на миллион                 | Million Dollar Baby                      | первый танцевальный партнр Памелы (в титрах не указан)           |
| 1941       | ф   | Военно-морской блюз                | Navy Blues                               | офицер, проверяющий вещмешки (в титрах не указан)                |
| 1941       | ф   | Один шаг в раю                     | One Foot in Heaven                       | второй жених (в титрах не указан)                                |
| 1941       | ф   | Берег в тумане                     | Out of the Fog                           | репортёр (в титрах не указан)                                    |
| 1941       | ф   | Сержант Йорк                       | Sergeant York                            | бомбардир (в титрах не указан)                                   |
| 1941       | ф   | Теперь ты в армии                  | You're in the Army Now                   | рядовой (в титрах не указан)                                     |
| 1942       | ф   | Человек, который пришел к обеду    | The Man Who Came to Dinner               | Сэнди                                                            |
| 1942       | ф   | Автобусы ревут                     | Busses Roar                              | Эдди Слоун                                                       |
| 1942       | ф   | Через океан                        | Across the Pacific                       | офицер (в титрах не указан)                                      |
| 1942       | ф   | Шрамы от пуль                      | Bullet Scars                             | Гарри, репортёр (в титрах не указан)                             |
| 1942       | ф   | Веселые сёстры                     | The Gay Sisters                          | входящий в зал суда (в титрах не указан)                         |
| 1942       | ф   | Мошенничество и Ко                 | Larceny, Inc.                            | Р. В. Бойс, шофёр при аварии (в титрах не указан)                |
| 1942       | ф   | Зверь мужского пола                | The Male Animal                          | студент (в титрах не указан)                                     |
| 1942       | ф   | Вперед, путешественник             | Now, Voyager                             | Лесли Троттер (в титрах не указан)                               |
| 1942       | ф   | Крылья орла                        | Wings for the Eagle                      | клиент (в титрах не указан)                                      |
| 1942       | ф   | Как получить крылья                | Winning Your Wings                       | студент колледжа (в титрах не указан)                            |
| 1942       | ф   | Янки Дудл Денди                    | Yankee Doodle Dandy                      | актёр (в титрах не указан)                                       |
| 1942       | ф   | Поиграй немного в гольф            | Shoot Yourself Some Golf                 | играющий гольфист (в титрах не указан)                           |
| 1943       | ф   | Военно-воздушные силы              | Air Force                                | штурман                                                          |
| 1943       | ф   | Действуй и докладывай              | Proceed and Report                       | лейтенант Джонсон (в титрах не указан)                           |
| 1945       | ф   | Конфликт                           | Conflict                                 | профессор Норман Холсворт                                        |
| 1945       | ф   | Ты пришёл                          | You Came Along                           | лейтенант Р. Дженошек                                            |
| 1945       | кор | Это случилось в Спрингфилде        | It Happened in Springfield               |                                                                  |
| 1946       | ф   | Ночь в Касабланке                  | A Night in Casablanca                    | Пьер                                                             |
| 1946       | ф   | Полустанок                         | Whistle Stop                             | Эрни                                                             |
| 1946       | ф   | Зимняя сказка                      | Winter Wonderland                        | Стив Кирк                                                        |
| 1947       | ф   | Претендент                         | The Pretender                            | доктор Леонард Д. Костер                                         |
| 1948       | ф   | Нежные годы                        | The Tender Years                         | Боб Уилсон                                                       |
| 1948       | ф   | История Бейба Рута                 | The Babe Ruth Story                      | репортёр (в титрах не указан)                                    |
| 1949       | ф   | Волшебный фонтан Тарзана           | Tarzan's Magic Fountain                  | мистер Додд                                                      |
| 1949       | ф   | Джонни-стукач                      | Johnny Stool Pigeon                      | гостиничный клерк (в титрах не указан)                           |
| 1950       | ф   | Территория команчей                | Comanche Territory                       | Стейси Ховард                                                    |
| 1950       | ф   | Харви                              | Harvey                                   | доктор Рэймонд Сандерсон                                         |
| 1950       | ф   | Я был магазинным воришкой          | I Was a Shoplifter                       | Херб Клэксон                                                     |
| 1950       | ф   | Пегги                              | Peggy                                    | Том Филдинг                                                      |
| 1950       | ф   | Винчестер 73                       | Winchester '73                           | Стив Миллер                                                      |
| 1950       | ф   | Депортированные                    | Deported                                 | таможенный чиновник (голос, в титрах не указан)                  |
| 1950       | ф   | Луиза                              | Louisa                                   | радиоведущий (голос, в титрах не указан)                         |
| 1950       | ф   | Таинственная подводная лодка       | Mystery Submarine                        | командор (голос, в титрах не указан)                             |
| 1951       | ф   | Воздушный кадет                    | Air Cadet                                | капитан Салливан                                                 |
| 1951       | ф   | Маленький Египет                   | Little Egypt                             | Оливер Доун                                                      |
| 1951       | ф   | Ты никогда не сможешь сказать      | You Never Can Tell                       | Перри Коллинз                                                    |
| 1951       | ф   | Толстяк                            | The Fat Man                              | радиоведущий (голос, в титрах не указан)                         |
| 1952       | ф   | Сокровище потерянного каньона      | The Treasure of Lost Canyon              | Джим Андерсон                                                    |
| 1952       | ф   | Бонзо идёт в колледж               | Bonzo Goes to College                    | Малкольм Дрю                                                     |
| 1952       | ф   | Экспресс «Красный шар»             | Red Ball Express                         | рядовой Рональд Партридж / рассказчик                            |
| 1953       | ф   | Дымок из ствола                    | Gunsmoke                                 | Джонни Лейк                                                      |
| 1953       | ф   | Оно пришло из далёкого космоса     | It Came from Outer Space                 | шериф Мэтт Уоррен                                                |
| 1953       | ф   | Одинокая рука                      | The Lone Hand                            | Джордж Хэдли                                                     |
| 1953       | ф   | Военная стрела                     | War Arrow                                | сержант Люк Шермерхорн                                           |
| 1953       | ф   | История Гленна Миллера             | The Glenn Miller Story                   | Дон Хэйнс                                                        |
| 1954       | ф   | Четверо у границы                  | Four Guns to the Border                  | Джим Флэннери                                                    |
| 1954       | ф   | Тобор Великий                      | Tobor the Great                          | доктор Рафль Харрисон                                            |
| 1954       | с   | Театр «Дженерал Электрик»          | General Electric Theater                 | Джефф Дэвис (1 эпизод, в титрах не указан)                       |
| 1954       | с   | Телевизионный театр «Крафта»       | Kraft Television Theatre                 | (1 эпизод)                                                       |
| 1954       | с   | Театр у камина                     | Fireside Theatre                         | Дэвид (1 эпизод)                                                 |
| 1954       | с   | Персональный секретарь             | Private Secretary                        | Харрис (1 эпизод)                                                |
| 1954—1955  | с   | Письмо к Лоретте                   | Letter to Loretta                        | разные роли (1 эпизод)                                           |
| 1955       | ф   | Всё, что дозволено небесами        | All That Heaven Allows                   | Мик Андерсон                                                     |
| 1955       | ф   | Женщина на пляже                   | Female on the Beach                      | лейтенант полиции Гэлли                                          |
| 1955       | ф   | В ад и назад                       | To Hell and Back                         | Брэндон                                                          |
| 1955       | с   | Лучшее на Бродвее                  | The Best of Broadway                     | Кит Бёрджесс (1 эпизод)                                          |
| 1955       | с   | Первая студия                      | Studio One                               | разные роли (2 эпизода)                                          |
| 1955       | с   | Свидание с приключением            | Appointment with Adventure               | Пит (1 эпизод)                                                   |
| 1955—1956  | с   | Роберт Монтгомери представляет     | Robert Montgomery Presents               | разные роли (20 эпизодов)                                        |
| 1956       | ф   | Цена страха                        | The Price of Fear                        | сержант Пит Кэрролл                                              |
| 1956       | ф   | Прогулка по гордой земле           | Walk the Proud Land                      | Том Суини                                                        |
| 1956       | с   | Видеотеатр «Люкс»                  | Lux Video Theatre                        | Прес (1 эпизод)                                                  |
| 1956       | с   | Кульминация                        | Climax!                                  | Микки Уэйн (1 эпизод)                                            |
| 1956       | с   | Час 20th Century Fox               | The 20th Century-Fox Hour                | Маколи (1 эпизод)                                                |
| 1956       | с   | Театр Джейн Уаймен                 | Jane Wyman Presents The Fireside Theatre | (1 эпизод)                                                       |
| 1957       | ф   | Джинн Иглс                         | Jeanne Eagels                            | Джон Донахью                                                     |
| 1957       | ф   | Пока не поплывут                   | Until They Sail                          |                                                                  |
| 1957—1958  | с   | Театр 90                           | Playhouse 90                             | разные роли (2 эпизода)                                          |
| 1958       | ф   | В шаге от ужаса                    | Step Down to Terror                      | Джонни Уолтерс                                                   |
| 1958 —1964 | с   | Караван повозок                    | Wagon Train                              | разные роли (6 эпизодов)                                         |
| 1959       | ф   | Нет имени на пуле                  | No Name on the Bullet                    | Люк Кэнфилд                                                      |
| 1959—1960  | с   | Свидания                           | Rendezvous                               | Джон Бёрден (3 эпизода)                                          |
| 1960       | с   | Закон и мистер Джонс               | The Law and Mr. Jones                    | Чарли Престон (1 эпизод)                                         |
| 1960—1961  | с   | Ларами                             | Laramie                                  | разные роли (2 эпизода)                                          |
| 1961       | ф   | Переулок                           | Back Street                              | Курт Стэнтон                                                     |
| 1961       | ф   | Тэмми, скажи мне правду            | Tammy Tell Me True                       | Буфорд Вудли                                                     |
| 1961       | с   | Шоу Барбары Стэнвик                | The Barbara Stanwyck Show                | Бен Стоктон (1 эпизод)                                           |
| 1961       | с   | Шах и мат                          | Checkmate                                | Марк Вестон (1 эпизод)                                           |
| 1962       | с   | Шоу Дика Пауэлла                   | The Dick Powell Show                     | Ларри Кестер (1 эпизод)                                          |
| 1963       | ф   | Разборка                           | Showdown                                 | Берт Пикетт                                                      |
| 1963       | с   | Премьера «Алкоа»                   | Alcoa Premiere                           | Уолтер Митчелл (1 эпизод)                                        |
| 1963       | с   | Одиннадцатый час                   | The Eleventh Hour                        | Фил Холл (1 эпизод)                                              |
| 1964       | ф   | Дорогое сердце                     | Dear Heart                               | Фрэнк Тейлор                                                     |
| 1964       | ф   | Быстромобиль                       | The Lively Set                           | Пол Мэннинг                                                      |
| 1964       | с   | Шоу Люси                           | The Lucy Show                            | Уолтер Кендрикс (1 эпизод)                                       |
| 1964       | с   | Дестри                             | Destry                                   | шериф Коннел (1 эпизод)                                          |
| 1965       | ф   | Третий день                        | The Third Day                            | Лоренс Конуэй                                                    |
| 1965       | с   | Люди Слэттери                      | Slattery's People                        | Дэвид Брайант (1 эпизод)                                         |
| 1966       | с   | Боб Хоуп представляет              | Bob Hope Presents the Chrysler Theatre   | Долан (1 эпизод)                                                 |
| 1967       | ф   | Долина кукол                       | Valley of the Dolls                      | Кевин Гиллмор                                                    |
| 1967       | ф   | Денежные джунгли                   | The Money Jungle                         | Харви Шеппард                                                    |
| 1967       | с   | Беглец                             | The Fugitive                             | Оливер Грир (1 эпизод)                                           |
| 1967       | с   | Человек из АНКЛ                    | The Man from U.N.C.L.E                   | Таггерт Колман (1 эпизод)                                        |
| 1967       | с   | Отряд «Ф»                          | F Troop                                  | майор Теренс Макконнелл (1 эпизод)                               |
| 1967       | с   | Звездный путь                      | Star Trek                                | коммодор Стокер (1 эпизод)                                       |
| 1967       | с   | Захватчики                         | The Invaders                             | Роберт Моррисон (1 эпизод)                                       |
| 1967       | с   | Защитник Джадд                     | Judd for the Defense                     | Харлан Грэй (1 эпизод)                                           |
| 1967       | с   | Менникс                            | Mannix                                   | Адам Пирсон (1 эпизод)                                           |
| 1968       | ф   | Ненастоящий убийца                 | The Counterfeit Killer                   | Долан                                                            |
| 1968       | тф  | Контрабандисты                     | The Smugglers                            | Гарри Миллер                                                     |
| 1968       | ф   | Пловец                             | The Swimmer                              | Говард Грэм                                                      |
| 1968       | с   | Дэниэл Бун                         | Daniel Boone                             | разные роли (2 эпизода)                                          |
| 1969       | ф   | Сделка                             | The Arrangement                          | Финнеган                                                         |
| 1969       | ф   | Привет герою                       | Hail, Hero!                              | сенатор Мерчистон                                                |
| 1969       | с   | Отважные: Защитники                | The Bold Ones: The Protectors            | Джек Шихан (1 эпизод)                                            |
| 1969 —1970 | с   | Виргинец                           | The Virginian                            | разные роли (2 эпизода)                                          |
| 1969— 1970 | с   | Суть дела                          | The Name of the Game                     | (1 эпизод)                                                       |
| 1970       | с   | Земля гигантов                     | Land of the Giants                       | мистер Эрдап (1 эпизод)                                          |
| 1970       | с   | Мир Брэкена                        | Bracken's World                          | Чак Тэлбот (1 эпизод)                                            |
| 1970 —1973 | с   | Доктор Маркус Уэлби                | Marcus Welby, M.D.                       | разные роли (2 эпизода)                                          |
| 1971       | ф   | Семь минут                         | The Seven Minutes                        | сержант Келлогг                                                  |
| 1971       | с   | Айронсайд                          | Ironside                                 | мистер Томас (1 эпизод)                                          |
| 1971       | с   | Человек в городе                   | The Man and the City                     | Хесс (1 эпизод)                                                  |
| 1972       | тф  | Кричащая женщина                   | The Screaming Woman                      | Кен Бронсон                                                      |
| 1972       | с   | Миссия невыполнима                 | Mission: Impossible                      | Митчелл Коннелли (1 эпизод)                                      |
| 1973       | тф  | Сообщники                          | Partners in Crime                        | лейтенант Фред Харнетт                                           |
| 1973       | тф  | Кричи, красотка Пегги              | Scream, Pretty Peggy                     | Джордж Торнтон                                                   |
| 1973       | с   | Оуэн Маршалл, адвокат              | Owen Marshall, Counselor at Law          | (1 эпизод)                                                       |
| 1974       | тф  | Полицейский участок                | Police Headquarters                      | Дэвид Л. Чэпин                                                   |
| 1974       | с   | Гарри О                            | Harry O                                  | Марти Скофилд (1 эпизод)                                         |
| 1975       | тф  | Полицейский на дежурстве           | Cop on the Beat                          | помощник шефа Берлинер                                           |
| 1975       | тф  | Жизни Дженни Долан                 | The Lives of Jenny Dolan                 | Алан Хардести                                                    |
| 1975       | с   | Кеннон                             | Cannon                                   | доктор Мартин Ларкин (1 эпизод)                                  |
| 1975       | с   | Новобранцы                         | The Rookies                              | Бэйли (1 эпизод)                                                 |
| 1975       | с   | Полицейская история                | Police Story                             | комодор Роскоу (1 эпизод)                                        |
| 1975       | с   | Карибе                             | Caribe                                   | (1 эпизод)                                                       |
| 1975       | с   | Подмена                            | Switch                                   | Чарли Эстабрук (1 эпизод)                                        |
| 1976       | с   | Мэтт Хелм                          | Matt Helm                                | мистер Симмонс (1 эпизод)                                        |
| 1976       | с   | Макмиллан и жена                   | McMillan & Wife                          | Уэб Хиллиард (1 эпизод)                                          |
| 1983       | ф   | Свадьба моего брата                | My Brother's Wedding                     | пастор № 2                                                       |